# Nayib Bukele

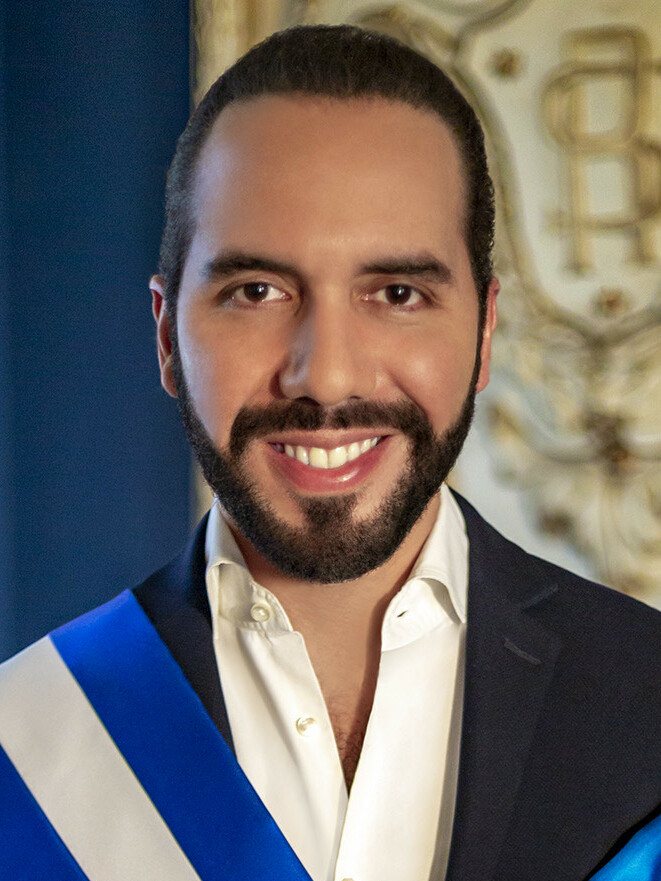
Nayib Bukele (2019)

Nayib Armando Bukele Ortez (naʝíb bukéle) (* 24. Juli 1981 in San Salvador) ist ein salvadorianischer Politiker (früher FMLN und GANA, jetzt Nuevas Ideas) und Unternehmer. Er war von 2015 bis 2018 Bürgermeister von San Salvador. Seit dem 1. Juni 2019 ist er Präsident El Salvadors. Am 4. Februar 2024 wurde er für weitere fünf Jahre wiedergewählt. Er steht dem Kabinett Bukele vor.

## Leben

### Frühes Leben
Bukele ist der Sohn von Olga Ortez de Bukele und Armando Bukele Kattán (* 1944, † 2015), einem bekannten Geschäftsmann und Wirtschaftsingenieur christlich-palästinensischer Abstammung, der später zum Islam konvertierte und als Imam praktizierte. Armando Bukele gründete vier Moscheen in El Salvador, darunter die erste in San Salvador. Armando Bukele betrieb ein Textilunternehmen, zwei Werbeagenturen, die erste McDonald’s-Filiale El Salvadors und war mit sechs Frauen gleichzeitig verheiratet. Bereits 2014 verfügte die Familie Bukele über ein Vermögen von mehr als 18,4 Millionen US-Dollar.
Nayib Bukele gibt selbst an, keiner Religionsgemeinschaft anzugehören, aber christlichen Glaubens zu sein. Insgesamt hat Bukele neun Geschwister, darunter vier Halbschwestern und zwei Halbbrüder aus den anderen Ehen des Vaters. Vier Brüder gehören zu seinen engsten Vertrauten: der kolumbianische Halbbruder Yamil Alejandro (* 23. Januar 1978) aus einer anderen Ehe seines Vaters, sowie Karim Alberto (* 20. März 1986) und die Zwillinge Yusef Alí und Ibrajim Antonio (jeweils 8 Jahre jünger), die vollbürtige Brüder sind. Neben diesen Brüdern gelten seine Mutter und seine Cousins Francisco und dessen Bruder Xavier Zablah Bukele, der Parteivorsitzender von Nuevas Ideas ist, als seine engsten politischen Berater.

### Ausbildung und beruflicher Werdegang
Bukele besuchte, zusammen mit seinen Brüdern, die bilinguale Elite-Schule Escuela Panamericana in San Salvador. Hier gehörten die spätere Wirtschaftsministerin María Luisa Hayem, der spätere Umweltminister Fernando López Larreynaga und der spätere Innenminister Juan Carlos Bidegaín Hanania zu seinem Freundeskreis. Mit 18 Jahren leitete Bukele bereits die Werbeagentur Nölck Red América (NRA), S.A. de C.V, ein Unternehmen im Besitz seines Vaters. Sein Jurastudium brach er 2009 ab und arbeitete stattdessen als Direktor und Präsident von OBERMET, S.A. DE C.V., einer weiteren Werbeagentur seines Vaters. Einer der Kernkunden im PR-Bereich war die Partei Frente Farabundo Martí para la Liberación Nacional (FMLN). Die FMLN hatte gerade durch die PR-Strategien von OBERMET und NRA im Jahre 2009 die erste Präsidentschaftswahl seit 1992 mit ihrem Kandidaten Mauricio Funes für sich entscheiden können. Sie war es auch, die Bukele 2011 zu ihrem Bürgermeisterkandidaten für die Wahl in Nuevo Cuscatlán, einem 8.000-Einwohner-Vorort von San Salvador, machte. 2011 gab er seinen Job in der PR und Werbung auf und widmete sich fortan der Politik.
Nayib Bukele ist der Eigentümer der Generalvertretung des japanischen Mischkonzerns Yamaha Motor in El Salvador, Yamaha Motors El Salvador.

## Politische Karriere

### Bürgermeister von Nuevo Cuscatlán
Bukele trat im Bürgermeisterwahlkampf ab 2011 an und wurde am 11. März 2012 zum Bürgermeister der Stadt Nuevo Cuscatlán gewählt. Er vertrat eine Koalition aus der Nationalen Befreiungsfront Farabundo Martí (FMLN), die 2.754 Stimmen (49,72 %) erhielt, und Cambio Democrático (CD), die 108 Stimmen (1,95 %) erreichte. Dies reichte insgesamt mit 2.862 Stimmen (50,68 %) knapp zur Mehrheit. Auf den Amtsinhaber der rechten Partei ARENA entfielen 2.585 Stimmen (46,67 %).
Seine Politik für Nuevo Cuscatlán bezog sich vor allem auf Infrastrukturprojekte, die er durch PR in Szene setzte. Einer seiner Slogans war: „Geld ist genug da, wenn niemand stiehlt.“ Seit dieser ersten Station seiner politischen Karriere ist sein Bruder Karim Alberto kontinuierlich sein wichtigster Berater, der ihn auch bei vielen Anlässen begleitet.
Nayib Bukeles Erfolge in Nuevo Cuscatlán bewogen die FMLN, ihn als Kandidaten für die Bürgermeisterwahl 2015 in San Salvador zu nominieren.
Bukele führte einen Großteil seiner Arbeit als Bürgermeister mit finanzieller Unterstützung von ALBA Petróleos aus. Nach Angaben des US State Departments aus 2021 wurden während Bukeles Amtszeit als Bürgermeister von Nuevo Cuscatlán mehr als 400 Millionen US-Dollar durch ein Konsortium aus FMLN und Alba Petróleos, einer Tochtergesellschaft des venezolanischen staatlichen Ölkonzerns Petróleos de Venezuela, mit dem Ziel der Geldwäsche in Scheinfirmen umgeleitet. Weitere 1,9 Millionen US-Dollar gingen als Kredit an OBERMET. In diesem Zeitraum war sowohl als Geschäftsführerin von OBERMET als auch Gründerin der savaldorianischen Tochtergesellschaft Alba Petróleos jeweils Claudia Rodríguez de Guevara tätig, die seit 2011 in Unternehmen der Familie Bukele beschäftigt war und seit 2012 Bukele, vor allem in Finanzfunktionen, in seinen Ämtern beruflich unterstützte.
Alba Petróleos wurde von dem späteren Parlamentspräsidenten Ernesto Castro geleitet und bezahlte Kreditkartenabrechnungen in Höhe von 24.000 US-Dollar für Bukele während dessen Amtszeit als Bürgermeister von San Salvador.
Im Jahr 2012 stellte Bukele Schecks über bis zu 100.000 US-Dollar aus, erklärte jedoch vor dem Finanzministerium, dass er in den Jahren 2011–2012 24.748,41 US-Dollar bei NRA verdient habe.

### Bürgermeister von San Salvador
Bei den Kommunalwahlen von 2015 gewann Bukele die Bürgermeisterwahl von San Salvador, der Hauptstadt von El Salvador. Er vertrat eine Koalition des FMLN mit der Partido Salvadoreño Progresista (PSP) und erhielt 89.164 Stimmen (50,37 % der Stimmen). Sein Hauptherausforderer, der Geschäftsmann und ehemalige Abgeordnete Edwin Zamora, der Kandidat und Amtsinhaber von ARENA, erhielt 82.288 Stimmen (46,49 %). ARENA hatte die Stadt in den vorangegangenen sechs Jahren regiert.
Bukele trat am 1. Mai 2015 sein Amt an. Als Bürgermeister der Hauptstadt gelang es ihm, das gefährliche Zentrum San Salvadors zu befrieden. Neue Ideen hatte er auch für den Umgang mit kriminellen Banden, die viele Städte im Land terrorisierten. Nicht mit Polizei und Militär wollte Bukele gegen sie vorgehen, sondern mit Präventionsmaßnahmen.
Bukeles Mandat in der revolutionären FMLN wurde innerparteilich mit Misstrauen betrachtet, da die FMLN als wirtschaftsskeptische Partei gilt und Bukele ein erfolgreicher Geschäftsmann war. Mitglieder führten an, die Partei mache sich unglaubwürdig, mit Bukele die „historische Rolle des Proletariats“ oder die „revolutionäre Avantgarde“ vertreten zu können, sei doch das Ziel der FMLN, den Kapitalismus zu beseitigen. Am 10. Oktober 2017 wurde Bukele aus dem FMLN ausgeschlossen; das Ethiktribunal der Partei warf ihm vor, die innere Spaltung zu fördern und gegen die Interessen der Partei zu handeln.
Sein Nachfolger im Amt des Bürgermeisters wurde 2018 Ernesto Muyshondt (ARENA), mit dem ihn eine enge politische Freundschaft verband.

### Präsidentschaftswahl 2019
Nach Bukeles Ausschluss aus dem FMLN richteten sich seine Bestrebungen auf die Teilnahme an den Präsidentschaftswahlen 2019 als unabhängiger Vertreter, der das derzeitige politische System ablehnt. Er startete die Bewegung Nuevas Ideas (deutsch: Neue Ideen) mit dem Ziel, diese zu einer politischen Partei zu machen, in der er als Kandidat für die Präsidentschaft von El Salvador kandidieren wollte. Jedoch gelang es nicht, die Bewegung rechtzeitig zur Präsidentschaftswahl als Partei zu registrieren.
Nach der Ankündigung seiner Präsidentschaftskandidatur wurde Bukele sowohl von der regierenden FMLN, der politischen Linken als auch von ARENA von rechts politisch bekämpft. Für den Präsidentschaftswahlkampf trat er für die Mitte-Rechts-Partei Gran Alianza por la Unidad Nacional (GANA) an, was kontrovers diskutiert wurde, da dies als Verrat an seinen fortschrittlichen Idealen angesehen wurde. Seine Kampagne suggerierte, der Beitritt zu einer bestehenden Partei sei die einzige verbleibende Option für die Durchführung einer Präsidentschaftskampagne.
Am 3. Februar 2019 wurde Bukele mit 53,8 % zum Präsidenten von El Salvador gewählt. Er setzte sich im ersten Wahlgang gegen Carlos Calleja (ARENA, 32 %) und Hugo Martínez (FMLN, 15 %) durch. Bukele trat sein Amt am 1. Juni 2019 an, die erste Amtszeit dauerte bis 31. Mai 2024.

## Präsidentschaft und Kontroversen

### Reformen

#### Verfassungsreformen
Im August 2021 erließ Bukele eine Reform, nach der Richter über 60 Jahre oder mit mehr als 30 Dienstjahren in den Ruhestand treten mussten. Die Opposition kritisierte, dass diese Reform ohne das Einberufen einer Kommission und mit nur einer kurzen parlamentarischen Debatte umgesetzt worden sei. De facto ermöglichte dies die Neubesetzung von rund einem Drittel der Richterposten. Kurz darauf ließ Bukele die Verfassung derart ändern, dass eine zweite konsekutive Amtszeit für einen Präsidenten ermöglicht wurde. Das Verfassungsgericht stimmte der Gesetzänderung zu. Bis dahin sah das salvadorianische Wahlrecht nur eine konsekutive Amtszeit vor und eine zehnjährige Wartezeit bis zur Kandidatur für eine zweite Amtszeit. Nach dem neuen Wahlrecht genügt eine sechsmonatige Pause. Kritiker rügten, dass diese Verfassungsänderung nur zustande gekommen sei, weil Bukele ihm gewogene Verfassungsrichter berufen habe.
Am 31. Juli 2025 stimmte das salvadorianische Parlament mit 57 zu drei Stimmen einer weiteren Verfassungsänderung zu, die eine unbegrenzte Wiederwahl von Präsidenten und eine Amtszeitverlängerung auf sechs Jahre ermöglicht.

#### Wahlreformen
Die Regierung Bukele verringerte im Juni 2023 die Größe des Kongresses um fast ein Drittel. So besteht seit der Legislaturperiode 2024–2029 der Kongress nur noch aus 60 statt den bisherigen 84 Abgeordneten. Außerdem wurde das Auszählungsverfahren von dem Hare-/Niemeyer-Verfahren auf das D’Hondt-Verfahren umgestellt. Ebenso Auswirkungen auf die Wahl hatte die ebenfalls im Juni 2023 beschlossene Gebietsreform, in der die ehemals 262 Kommunen El Salvadors zu 44 zusammengelegt wurden, hiermit senkten sich analog die Zahl der Wahlkreise. Während Bukele diese Änderungen als eine Reform zu einem effizienteren und kostengünstigen Parlament sah, befürchteten Kritiker aus Politik und Wissenschaft eine Marginalisierung von Kleinparteien.
Letztendlich kam es bei den Parlamentswahlen 2024 genau so, laut dem vorläufigen Ergebnissen der Wahlen wird Nuevas Ideas voraussichtlich 58 Sitze erhalten, ARENA und FMLN jeweils einen. Andere Parteien wie GANA, PDC und PCN werden nicht mehr vertreten sein.

#### Währungsreform (2021–2025)
Im September 2021 machte Bukele den Bitcoin in El Salvador zu einem gesetzlich anerkannten Zahlungsmittel. Dies sollte eine stärkere finanzielle Teilhabe in dem Land ermöglichen, in dem ein großer Teil der Bevölkerung keinen Zugang zu traditionellen Bankdienstleistungen hat.
Nach deutlichen Kursverlusten des Bitcoin geriet Bukele im Frühjahr 2022 verstärkt in die Kritik. So warfen ihm internationale Analysten vor, durch Bitcoin-Spekulationen mit öffentlichem Geld finanzielle Einbußen zu riskieren. Andererseits hat sich die Investition bisher ausgezahlt, da sich der Wert des getätigten Investitionsvolumen durch die Kurssteigerungen von Bitcoin bis zum Jahr 2024 nun verdoppelt bis verdreifacht hat.
Wie viel Prozent der Bevölkerung den Bitcoin für einen Kauf nutzten:
- 2022: 24 % der Bevölkerung,[57]
- 2023: 12 % der Bevölkerung (Laut einer Umfrage der Universidad Centroamericana José Simeón Cañas),[57]
- 2024: rund 8 % der Bevölkerung,[58] das entsprach rund 1 % der Überweisungen.

Auf Druck des IWF und eines damit verbundenen Kredits beschloss das Parlament im Januar 2025 eine Abkehr vom Bitcoin.

### Wirtschaft

#### Wirtschaftliche Situation
Ein Misserfolg in Bukeles erster Amtszeit waren die wirtschaftlichen Fragen. Die Armut nahm zwischen 2019 und 2022 zu, mehr als die Hälfte der Bevölkerung war unterernährt, die ausländischen Investitionen gingen stark zurück und 2023 verzeichnete El Salvador die niedrigste Wirtschaftswachstumsrate in Zentralamerika.
Laut der UN-Wirtschaftskommission für Lateinamerika und die Karibik lebten 2023 30 % der Salvadorianer in Armut, 10 % in extremer Armut. Ferner sind Schätzungen zufolge 70 % der Arbeitnehmer informell tätig. Tausende Familien sind auf Zahlungen aus dem Ausland angewiesen, die sich im Jahr 2023 auf 8.181 Millionen Dollar beliefen, was 26 % des BIP des Landes entsprach. Gleichzeitig lag die Inflationsrate El Salvadors bei 1,23 %, was die niedrigsten Rate Zentralamerikas darstelle, und eine Senkung von 6,03 % im Vergleich zum Vorjahr bedeutete.

### Menschenrechte und Autoritarismus

#### Autoritarismus-Kritik und Rechtsstaat
Anfang Februar 2020 ließ Bukele Militär ins Parlament marschieren, um die Abgeordneten zur schnellen Ratifizierung eines Kredites zur Finanzierung der Sicherheitskräfte zu bewegen.
Zu Beginn der COVID-19-Pandemie ließ er die Grenzen schließen und verkündete eine rigide Ausgangssperre. Gleichzeitig versprach er finanzielle Soforthilfen für bedürftige Familien. Wer die Ausgangssperre missachtete, konnte von Polizei- und Armeestreifen in ein Auffanglager gebracht werden. Im April 2020 hat das Verfassungsgericht solch willkürliche Verhaftungen – Tausende sollen es laut Amnesty International gewesen sein – für verfassungswidrig erklärt.
Anfang 2021 gewann Bukele eine Zweidrittelmehrheit im Kongress und entließ die Richter des Obersten Gerichts, obwohl dies nicht legal war. Im November 2021, zur Hälfte seiner Amtszeit, attestierte die Menschenrechtsorganisation Amnesty International El Salvador unter Bukele einen großen Rückschritt bei den Menschenrechten. Meinungsfreiheit und Frauenrechte würden in vielen Fällen ignoriert. Unabhängige Journalisten, Anwälte und Menschenrechtsaktivisten würden unterdrückt und kriminalisiert, und auch der Austausch von Richtern wurde kritisiert. Amnesty International bezeichnete die Situation in El Salvador im September 2023 als „Menschenrechte im Ausnahmezustand“.
Auch das Auswärtige Amt attestierte „vermehrte Eingriffe in den demokratischen Rechtsstaat. Präsident Bukele zeigt zunehmend autoritäre Regierungsansätze.“
Anlässlich seiner Wiederwahl im Februar 2024 mahnte Ana Piquer, Direktorin für Nord- und Südamerika bei Amnesty International: „Seine Regierung hat [...] wiederholt öffentliche Informationen verheimlicht und verzerrt, Aktionen zur Untergrabung des zivilen Raums unterstützt, die öffentliche Sicherheit militarisiert und Massenverhaftungen und Inhaftierungen als einzige Strategien zur Bekämpfung der Gewalt im Land eingesetzt, mit unverhältnismäßigen Auswirkungen auf die in Armut lebenden Menschen.“

#### Pressefreiheit
Nach Einschätzung von Amnesty International hat sich seit Bukeles Amtsübernahme im Jahr 2019 die Pressefreiheit des zentralamerikanischen Landes rapide verschlechtert.
Am 11. November 2021 brachte Bukele in der Gesetzgebenden Versammlung einen Gesetzesentwurf mit der Bezeichnung „Gesetz über ausländische Agenten“ ein, mit dem die „ausländische Einmischung“ in die politischen Angelegenheiten El Salvadors verboten werden sollte. Innenminister Juan Carlos Bidegain erklärte, das Gesetz solle „die Sicherheit, die nationale Souveränität und die soziale und politische Stabilität des Landes garantieren“. Bukele erklärte, das Gesetz sei dem Foreign Agents Registration Act (FARA) der Vereinigten Staaten nachempfunden, aber Kritiker haben es mit verschiedenen nicaraguanischen Gesetzen verglichen, die eine Pressezensur einführen, indem sie Organisationen schließen und Journalisten verhaften. Human Rights Watch berichtete am 16. Dezember 2021, dass 91 Twitter-Konten von Journalisten, Anwälten und Aktivisten von Bukele und verschiedenen Regierungsinstitutionen gesperrt wurden.
Gemeinsame Ermittlungen von Access Now und Citizen Lab deckten Anfang 2022 den Einsatz der Spyware Pegasus gegen Journalisten und Personen der Zivilgesellschaft in El Salvador auf. Zwischen Juli 2020 und November 2021 seien 37 Geräte infiziert worden, darunter Geräte der Internetzeitung El Faro und der landesweiten Mediengruppe Gato Encerrado. Im November 2021 wurde zudem bekannt, dass Apple an 35 Journalisten eine offizielle Mitteilung schickte, in der vor einer möglichen Überwachung mit der Pegasus-Spyware gewarnt wurde. 22 von ihnen waren Mitarbeiter von El Faro. Auf Grund dieser und weiterer Repressionen verlegte El Faro, das für investigativen Journalismus bekannt ist, 2023 seinen Redaktionssitz nach San José in Costa Rica.
Laut einem Statement von Angélica Cárcamo, Präsidentin des Journalistenverbandes von El Salvador, kam es 2022 zu 136 Übergriffen gegen Journalisten, die von verschiedenen Ebenen des Staates ausgingen.
In der weltweiten Rangliste der Pressefreiheit, die von Reporter ohne Grenzen zusammengestellt wird, wurde 2023 El Salvador auf Rang 115 geführt.

#### Arbeitnehmer- und Gewerkschaftspolitik
Gewerkschaftsvertreter werfen Bukele Massenentlassungen im öffentlichen Dienst und im Gegenzug die ausgewählte Einstellung von Personen, die der Regierungspartei nahe stehen, vor. Außerdem werde der Kampf gegen die Maras als Vorwand zum Vorgehen gegen Gewerkschaften und soziale Bewegungen genutzt.

#### Inhaftierung politischer Gegner
Nach der Abwahl aus dem Amt des Bürgermeisters von San Salvador im Februar 2021 wurde Ernesto Muyshondt im Juli 2021 verhaftet. Ihm wurden Verbindungen zu den Maras, Wahlfälschung und Amtsmissbrauch vorgeworfen. Muyshondt hätte nach salvadorianischem Recht im Oktober 2023 aus der Haft entlassen werden müssen, da er zwei Jahre ohne rechtskräftiges Urteil inhaftiert war, er wurde aber einen Tag vor Ablauf der Frist, ohne öffentliche Angabe von Gründen, in eine Psychiatrie verlegt.
Ebenso wurde der Cousin Muyshondts im August 2023 verhaftet. Alejandro Muyshondt, der Sicherheitsberater in der Präsidentschaft Bukeles war, wurde von Bukele persönlich vorgeworfen, Staatsgeheimnisse an den ehemaligen Staatspräsidenten El Salvadors, Mauricio Funes, verraten und dessen illegalen Aufenthalt in Nicaragua unterstützt zu haben. Alejandro Muyshondt verstarb im Februar 2024 nach einem Schlaganfall an einem Lungenödem in Haft. Die Anwältin von Alejandro Muyshondts Mutter warf der Regierung vor, den Tod durch Folter verursacht zu haben.

#### Vermisste Personen
Laut dem Bericht der Grupo de Trabajo por las Personas Desaparecidas en El Salvador (Arbeitsgruppe für vermisste Personen in El Salvador) galten zwischen 2019 und Juni 2022 6.443 Personen als vermisst. Zwischen 2021 und 2022 stieg die Anzahl der Vermissten um 18,9 %. Das Gros dieser Menschen verschwand nach polizeilichen Verhaftungen, viele von ihnen gehörten zu den Personen, die im Zuge des Vorgehens gegen Bandenkriminalität verhaftet wurden.

#### Kampf gegen die Kriminalität
Zu Beginn seiner Amtszeit 2019 formulierte Bukele einen Sicherheitsplan, mit dem er den Einfluss der organisierten Kriminalität, besonders der Maras, vor allem der Mara Salvatrucha (MS-13), der Mara 18 (18th Street Gang) und der Barrio 18, unterbinden wollte.
Bis Juni 2020 konnte Bukele Erfolge bei dem für El Salvador wichtigen Thema Gewaltbekämpfung vorweisen, denn die hohe Mordrate im Land hatte sich mehr als halbiert; politische Beobachter vermuteten dahinter eine geheime Absprache zwischen Regierung und Gangs, wie es sie schon 2013 unter einer früheren Regierung gab.
Zwischen 2021 und 2023 sank die Mordrate von 18,2 auf 2,4 pro 100.000 Einwohner, ein Rückgang um mehr als 80 %.
Im März 2022 intensivierte Bukele sein Vorgehen gegen die Bandenkriminalität in El Salvador. Nachdem an einem Tag 62 Morde gezählt worden waren, verhängte das Parlament, auf Drängen Bukeles, den Ausnahmezustand. Der Ausnahmezustand ermöglichte die Festnahme ohne Haftbefehl.
Im Dezember 2022 eskalierte die Lage, als auf Bukeles Anweisung 10.000 Polizeikräfte und Soldaten die Großstadt Soyapango abriegelten, um Razzien gegen die Maras durchzuführen. Zwischen März und November 2022 wurden 58.000 mutmaßliche Bandenmitglieder festgenommen. Menschenrechtsorganisationen kritisierten die Einschränkung der Grundrechte.
Am 1. Februar 2023 eröffnete Bukele in Tecoluca, etwa 75 Kilometer von der Hauptstadt San Salvador entfernt, das Centro de Confinamiento del Terrorismo (CECOT), einen Häftlingskomplex auf 163 Hektar, in dem, von 850 Soldaten bewacht, zukünftig 40.000 Häftlinge untergebracht werden sollen. Bis August 2023 waren bereits 12.000 Personen dort inhaftiert.
Im Juli 2023 genehmigte das Parlament Prozesse für bis zu 900 Personen gleichzeitig.
Am 3. August 2023 fand in der Provinz Cabañas eine weitere Massenrazzia statt, bei der 8.000 Soldaten und Polizisten sämtliche Zuwege in die Provinz abriegelten. Es war bereits die fünfte Razzia dieser Dimension seit März 2022. Bis Oktober 2023 erhöhte sich die Zahl der Verhaftungen auf 73.000–100.000 Menschen. Dies entsprach zwischen 1 und 1,6 Prozent der aktuellen Bevölkerung El Salvadors. The Observer sprach im Februar 2024 von 2 % der Bevölkerung. Es kam im Zuge dessen, laut Ana María Méndez-Dardón, Direktorin für Zentralamerika beim Washington Office on Latin America (WOLA), zu etwa 200 Todesfällen von Häftlingen. Diese Zahl wurde von der Menschenrechts-NGO Socorro Jurídico Humanitario bestätigt.
Dennoch ist Bukeles Bilanz im Bereich der öffentlichen Sicherheit zu nuancieren. Seine Regierung änderte die Veröffentlichung der Mordzahlen, um Leichen, die in geheimen Massengräbern gefunden wurden, auszuschließen. Die Zahl der Verschwundenen, die seit 2018 stetig steigt, übersteigt die Zahl der Morde, was darauf hindeutet, dass der tatsächliche Rückgang der Morde signifikant geringer sein könnte als der, der in den offiziellen Zahlen hervorgehoben wird. Andererseits verzeichnete El Salvador bereits vor Bukeles Amtsantritt einen sehr starken Rückgang der Kriminalität, wobei die Mordrate pro 100.000 Einwohner von 103 im Jahr 2015 auf 36 im Jahr 2019 gefallen war.
Politiker in vielen Ländern Lateinamerikas – wie Chile, Kolumbien, Costa Rica, Guatemala, Honduras, Ecuador und Peru – haben ähnliche sicherheitspolitische Maßnahmen wie die von Bukele eingeführten ergriffen oder dazu aufgerufen.

#### Vorwurf der Verhandlung mit kriminellen Banden
Im September 2020 beschuldigte die salvadorianische Online-Zeitung El Faro Bukele, heimlich einen Deal mit der Mara Salvatrucha (MS-13), der mächtigsten Bande des Landes, ausgehandelt zu haben, der vorsah, dass die Regierung der Bande flexiblere Haftbedingungen für ihre Mitglieder und andere Versprechen einräumt, wenn sich die Bande im Gegenzug verpflichtet, die Zahl der Morde im Land zu verringern und Bukeles politische Partei bei den kommenden Wahlen 2021 zu unterstützen, ähnlich dem Waffenstillstand, den Präsident Mauricio Funes von 2012 bis 2014 mit der MS-13 und der 18 vereinbarte. Bukele wies die Vorwürfe zurück und zeigte Fotos von den Gefängnissen aus jenem April, die zeigen, wie Bandenmitglieder auf engstem Raum zusammengepfercht wurden. Bukele leitete daraufhin eine Untersuchung gegen El Faro wegen des Verdachts auf Geldwäsche ein.
Am 8. Dezember 2021 beschuldigte das Finanzministerium der Vereinigten Staaten Bukele, heimlich mit der Mara Salvatrucha und der 18th Street Gang (Mara 18) verhandelt zu haben, um die Mordrate im Land zu senken. Das Ministerium verhängte Sanktionen gegen Osiris Luna Meza, den stellvertretenden Minister für Justiz und öffentliche Sicherheit, und Carlos Marroquín Chica, den Vorsitzenden der Abteilung für den Wiederaufbau des sozialen Netzes, mit der Begründung, sie hätten wiederholt mit den Banden verhandelt. Bukele wies die Vorwürfe zurück und erklärte, die Vereinigten Staaten wollten von El Salvador „absolute Unterwerfung“ statt Kooperation.

#### Gender-Mainstreaming
Nachdem er im Wahlkampf 2014 sich noch für eine Stärkung der LGBTIQ+-Rechte ausgesprochen hatte, positionierte er sich später als Gegner der gleichgeschlechtlichen Ehe. Am ersten Tag seiner Amtszeit schloss er das Sekretariat für Soziale Inklusion (SIS) und delegierte alle LGBTIQ+-Zuständigkeiten an das Kultusministerium. Im September 2021 sprach sich Bukele erneut gegen Verfassungsreformen in Bezug auf die gleichgeschlechtliche Ehe und die Entkriminalisierung von Schwangerschaftsabbrüchen aus. Bereits 2021 sagte er, auf die Legimität von Abtreibungen angesprochen: „In der Zukunft werden wir erkennen, dass es sich um einen großen Völkermord handelt.“
Ein Beitrag über sexuelle Vielfalt des öffentlich-rechtlichen Senders Canal 10 fiel 2022 der Zensur zum Opfer. Der Leiter des Instituts für die Ausbildung von Lehrpersonen (INFOD), der den Beitrag in Auftrag gegeben hatte, wurde entlassen.
Obwohl der Oberste Gerichtshof 2022 feststellte, dass es eine diskriminierende Behandlung darstellt, wenn eine Person ihren Namen aufgrund ihrer Geschlechtsidentität nicht ändern könne, und die Nationalversammlung per Urteil anwies, eine Reform zu verabschieden, blieb der Gesetzgeber untätig.
Bukele äußerte sich mehrfach dazu, dass er keinen Raum für Gender-Mainstreaming in salvadorianischen Bildungseinrichtungen sehe. Wenige Tage nach seiner Wiederwahl sagte Bukele im Februar 2024: „Wir lassen diese Ideologien in Schulen und Universitäten nicht zu [...]. Sie kommen und wollen Pseudowissenschaften und naturwidrige Dinge einführen.“ Laut der Zeitung La Prensa Gráfica drohte das Bildungsministerium im Februar 2024, Lehrer zu entlassen, die sich für die Verbreitung der Geschlechtergleichstellung einsetzen. Die Entscheidung, Gender-Mainstreaming offiziell vom Lehrplan aller öffentlichen Bildungseinrichtungen zu streichen, wurde daraufhin von Bildungsminister José Mauricio Pineda bekannt gegeben.

### Vorwürfe der Korruption in der Regierung
Im Juli 2023 standen mehrere Mitglieder des Regierungsapparates auf der „Section 353 List of Corrupt and Undemocratic Actors for Guatemala, Honduras, El Salvador, and Nicaragua“ (deutsch: Liste der korrupten und undemokratischen Akteure für Guatemala, Honduras, El Salvador und Nicaragua nach Abschnitt 353) des US-Außenministeriums, die allgemein als „Engel-Liste“ bekannt ist: Francisco Javier Argueta Gomez, derzeitiger Rechtsberater des Präsidenten, für die „Absetzung von fünf Richtern des Obersten Gerichtshofs und des Generalstaatsanwalts in einem ungewöhnlichen Verfahren“. Unter anderem waren dies der Fraktionschef von Nuevas Ideas, Christian Reynaldo Guevara Guadron, der Pressesprecher von Bukele, José Ernesto Sanabria, sowie Ricardo Gómez, Präsident des Instituto de Acceso a la Información Pública (deutsch: Institut für den Zugang zu öffentlichen Informationen), sowie zwei weitere Kommissare des Instituts.
Am 6. September 2019 gründete Bukele die CICIES (Comisión Internacional Contra la Impunidad en El Salvador, deutsch: Internationale Kommission gegen Straflosigkeit in El Salvador), deren Aufgabe es war, eine Reihe von Verbrechen zu bekämpfen, darunter Drogenhandel, Korruption und Wirtschaftskriminalität. Außerdem richtete er eine Anti-Korruptionseinheit innerhalb der Nationalen Zivilpolizei (PNC) ein, die direkt mit der CICIES zusammenarbeitete. Die CICIES wiederum arbeitete mit der Organisation Amerikanischer Staaten zusammen.
Am 17. Mai 2021 benannten die Vereinigten Staaten aktuelle und ehemalige Minister und Berater El Salvadors als korrupt und leiteten monetäre Förderungen für das Land von Regierungsinstitutionen auf zivilgesellschaftliche Gruppen um. Am 4. Juni 2021 wurde Ernesto Muyshondt, der Bukele als Bürgermeister von San Salvador von 2018 bis 2021 nachfolgte, wegen des Verdachts auf Wahlbetrug und illegalen Verhandlungen mit Banden, um Stimmen für ARENA bei den Präsidentschaftswahlen 2014 zu gewinnen, unter Hausarrest gestellt. Muyshondt war gerade von Luis Almagro, dem Generalsekretär der Organisation Amerikanischer Staaten (OAS), zu einem seiner Berater in Sachen Korruptionsbekämpfung ernannt worden, woraufhin El Salvador aus dem Anti-Korruptionsabkommen der Organisation Amerikanischer Staaten austrat.
Am 30. Oktober 2021 beschuldigte Bukele zwei Parlamentsabgeordnete von Nuevas Ideas, José Ilofio García Torres und Gerardo Balmore Aguilar Soriano, der Verschwörung gegen die Partei, weil sie angeblich mit „Vergünstigungen“ wie der US-Staatsbürgerschaft durch die Botschaft der Vereinigten Staaten in San Salvador und von Roy García, einem entschiedenen Gegner der Präsidentschaft von Bukele, bestochen worden seien. Eine Tonaufnahme der beiden Abgeordneten sollte ein Treffen zwischen den Abgeordneten, García und Mitarbeitern der US-Botschaft dokumentieren, bei dem eine Vereinbarung über den Austritt von 15 bis 25 Abgeordneten von Nuevas Ideas aus der Partei ausgehandelt wurde, um sich Bukeles politischer Agenda in der Legislativversammlung zu widersetzen. Die beiden Abgeordneten wurden daraufhin aus Nuevas Ideas ausgeschlossen, während die Ermittlungen zu dem Vorfall noch andauerten. Die US-Botschaft wies die Anschuldigungen von Bukele und Nuevas Ideas zurück und erklärte, dass keiner ihrer Vertreter auf der Tonaufnahme zu hören sei.

#### Wasserressourcengesetz
Ende 2021 wurde durch das Parlament ein Gesetz erlassen, welches unter anderem die Privatisierung von Trinkwasser ermöglicht. Kritiker warnten vor einer Bevorzugung nationaler und internationaler Konzerne, vor allem weil es in El Salvador nicht für alle Bevölkerungsteile Zugang zu sauberem Trinkwasser gibt.

### Außenpolitik
Vom 5. Juni bis zum 22. Dezember 2019 war Bukele Präsident pro tempore des Zentralamerikanischen Integrationssystems (SICA). Er ist ein Befürworter der Wiedervereinigung Zentralamerikas.
Bukele hält Nicolás Maduro, den Präsidenten von Venezuela, Daniel Ortega, den Präsidenten von Nicaragua, und Juan Orlando Hernández, den ehemaligen Präsidenten von Honduras, für Diktatoren. Bukele und die gesetzgebende Versammlung verurteilten die Ergebnisse der allgemeinen Wahlen in Nicaragua von 2021, die von mehreren Regierungen als gefälscht angesehen wurden. Ab 2022 enthielt sich die Regierung Bukele jedoch bei Resolutionen, die Nicaragua und Guatemala in der OAS kritisierten, und berief sich auf die Nichteinmischung.
Im November 2020 weigerte sich Bukele, die Präsidentschaft von Manuel Merino in Peru anzuerkennen und bezeichnete dessen Regierung als „putschistisch“.
Bukele orientiert sich stark an den USA unter Donald Trump und war ein Unterstützer von dessen zweiter Präsidentschaftskandidatur. Im März 2025 vereinbarten Bukele und der US-Präsident die Verlegung von zunächst rund 300 Venezolanern aus US-Gefängnissen in das Hochsicherheitsgefängnis CECOT in El Salvador. Bei den Personen handelte es sich nach US-Angaben um Mitglieder der organisierten Kriminalität. El Salvador erhält hierfür circa 6 Millionen US-Dollar jährlich.

### Beurlaubung zur Vorbereitung auf Wiederwahl
Am 29. November 2023, zwei Monate vor den Präsidentschaftswahlen 2024, ließ sich Bukele von seinem Amt als Präsident für sechs Monate beurlauben, um, wie er begründete, sich auf den Wahlkampf zu konzentrieren. De facto wäre er jedoch ohne diese Pause vor einer zweiten konsekutiven Amtszeit verfassungsrechtlich nicht wählbar gewesen.
Er benannte Claudia Rodríguez de Guevara zu seiner Vertreterin. Das Parlament stimmte dem Wechsel zu. Rodríguez war seit vielen Jahren eine enge Wegbegleiterin Bukeles, die bereits Verwaltungs- und Führungspositionen unter ihm innehatte. Die enge Arbeitsbeziehung zwischen beiden bestand seit Bukeles Zeit als Geschäftsführer bei OBERMET 2011. Sie war damals als Finanzmanagerin bei OBERMET tätig und wurde nach Bukeles Eintritt in die Politik nicht nur Geschäftsführerin von OBERMET und NRA, sondern unterstützte ihn auch als kommunale Finanzmanagerin während seinen Amtszeiten als Bürgermeister von Nuevo Cuscatlán und San Salvador. Diese und weitere Tätigkeiten führte sie auch für Bukeles 2017 gegründete Partei Nuevas Ideas aus und sie ist seine engste Mitarbeiterin in seiner Präsidentschaft seit 2019.
Die Ernennung von Rodríguez wurde von verschiedenen Juristen, Oppositionspolitikern, Analysten und Verfassungsrechtlern kritisiert. Es wurde moniert, dass sie nicht unabhängig von Bukele sei und er de facto weiterhin im Hintergrund die Regierungsgeschäfte anleite. Laut mehreren Publikationen verstößt eine Wiederwahl Bukeles gegen sechs Artikel der salvadorianischen Verfassung. Dem Obersten Wahlgericht El Salvadors (TSE) lagen zehn Anträge von Parteien und Anwälten vor, die Kandidatur Bukeles zu annullieren.

### Präsidentschaftswahl 2024
Am 2. Februar, zwei Tage vor der Wahl, erklärte der ebenfalls beurlaubte Vizepräsident Felix Ulloa gegenüber der New York Times, El Salvador werde die „Demokratie eliminieren und durch etwas Besseres“ ersetzen. Bukele wiederum nannte es die wahre Demokratie, die nun beginne.
Die Wahlen fanden am 4. Februar 2024 statt. Am selben Tag rief Bukele bei einer Pressekonferenz dazu auf, für seine Partei Nuevas Ideas zu stimmen. Dies verstieß gegen das Wahlgesetz, das ab dem 1. Februar jeglichen Wahlkampf verboten hatte, wie das Nachrichtenportal Gato Encerrado feststellte.
Als der Schriftsteller Carlos Bucio Borja vor einem Wahllokal in San Salvador die Artikel der Verfassung zitierte, die eine Wiederwahl Bukeles verboten, wurde er von der Polizei festgenommen. Nach drei Tagen wurde er aus der Haft entlassen, da der Haftrichter keine Straftat feststellen konnte. Der Richter trat explizit der Position des Staatsministeriums entgegen.
Einen Tag nach der Wahl und noch vor Bekanntgabe des offiziellen Wahlergebnisses erklärte Bukele sich und seine Partei Nuevas Ideas zum Wahlsieger und verkündete, 85 % der Stimmen erreicht zu haben.
Unterschiedliche Medien wiesen auf Unregelmäßigkeiten im Zuge der Stimmabgabe hin. Laut der Journalistenvereinigung von El Salvador kam es zwischen Juli 2023 und dem 1. Februar 2024 zu 64 Verstößen gegen die Pressefreiheit sowie 173 Verstößen am Wahltag selbst.
Das Oberste Wahlgericht veröffentlichte später am Tag vorläufige Daten, aus denen hervorging, dass Nuevas Ideas nach 70,25 Prozent der ausgezählten Stimmen auf 1.662.313 Stimmen (83,7 Prozent), die FMLN auf 139.026 und die Partei Arena auf 122.926 Stimmen kam. Ferner würden die verbleibenden Stimmzettel „aufgrund von Systemfehlern“ manuell ausgezählt, so das Wahlgericht. Bukeles Nuevas Ideas errang damit mindestens 58 der 60 Sitze im Parlament.
Das Oberste Wahlgericht gab am 10. Februar das offizielle Endergebnis der Präsidentenwahl bekannt, Bukele gewann rund 83 % der Stimmen, die Wahlbeteiligung lag bei annähernd 53 %.
Die zweite Amtszeit Bukeles begann am 1. Juni 2024 und sollte ursprünglich am 31. Mai 2029 enden. Durch eine Verfassungsänderung am 31. Juli 2025, die eine unbegrenzte Amtszeit ermöglicht, endet seine zweite Amsteit am 1. Juni 2027, sodass die Präsidentschafts-, Parlaments- und Kommunalwahlen gemeinsam stattfinden können.

## Politische Einordnung
Bukele hat im Laufe seiner politischen Karriere mehrere Parteiwechsel einer großen ideologischen Bandbreite vollzogen. Im September 2012, kurz nach seiner Wahl zum Bürgermeister von Nuevo Cuscatlán, als er die linke Partei FMLN vertrat, bezeichnete sich Bukele als Teil der „radikalen Linken“. Während seiner Präsidentschaft verfolgte er eine konservative Politik und nahm als einer der Redner an der Conservative Political Action Conference im Jahr 2024 teil. Einer seiner Wahlkampfslogans lautet jedoch: „Öffentliche Dienstleistungen sollten besser sein als private“. Die Online-Publikation Factum stuft ihn deswegen als „ideologischen Trittbrettfahrer“ ein.
Zunächst war er ab 2012 als Bürgermeister für die sozialistische bis linksextreme FMLN aktiv, um dann 2017, nach seinem Ausschluss aus der FMLN, seine eigene populistische Bewegung, Nuevas Ideas, zu gründen. Als diese jedoch nicht für die Präsidentschaftswahlen zugelassen wurde, schloss er sich GANA an, die von ehemaligen Mitgliedern der rechten Alianza Republicana Nacional gegründet worden war. Nach seinem Wahlsieg verließ er GANA wieder, um Nuevas Ideas von einer Bewegung zu einer Partei auszubauen und durch sie zu regieren.
Für seinen Politikstil hat sich der Name Bukelismo etabliert, den Diálogo Político als „politisches Paradoxon“ bezeichnet: „Das Paradoxe ist der Glaube an Demokratie und Autoritarismus zugleich. Das heißt, Vertrauen in demokratische Institutionen und in die Willkür der Exekutive.“ Von der spanischen Zeitung La Vanguardia wurde Bukele nach seinem Amtsantritt als Vertreter eines „neuen Typus des Populismus“ eingestuft, der „weder rechts noch links“ anzusiedeln sei. Durch seinen Politikstil rufe er bei vielen Salvadorianern Hoffnung hervor und steigere das Selbstwertgefühl eines durch Bürgerkrieg und Instabilität „traumatisierten Landes“. Seitens der Opposition wurde Bukele ein autoritärer Führungsstil und eine Einschränkung demokratischer Grundrechte vorgeworfen, die sich während der COVID-19-Pandemie in El Salvador noch verschärft hätten.
Die Einflussnahme der Familie Bukeles ist eine wiederkehrende Kontroverse im politischen Diskurs El Salvadors, so dass David C. Lingelbach, Professor an der University of Baltimore, die Familie Bukele als eine „aufstrebende Oligarchenfamilie“ bezeichnete. Juan Pappier, stellvertretender Direktor für Amerika bei Human Rights Watch, schätzt Bukele als „höchst undemokratisch, höchst missbräuchlich – und höchst populär“ ein. Für Beatrice Rangel, Mitglied des Beirats und Direktorin von AMLA Consulting in Miami Beach, ist Bukele „ein effektiver öffentlicher Manager, aber dennoch ein gewählter Diktator.“ Carolina Jiménez, Vorsitzende der Menschenrechtsorganisation WOLA, hält ihn für „einen aufstrebenden Autokraten auf Steroiden.“ Auch viele Medien und Organisationen wie die Friedrich-Naumann-Stiftung und die Heinrich-Böll-Stiftung sahen, nach der Wahl 2024, El Salvador auf dem Weg in eine Diktatur.
Bukele trägt in El Salvadors Bevölkerung den Beinamen „Trumpito“ (deutsch: der kleine Trump), in Anlehnung an Donald Trump. Für die Kommunikation benutzt Bukele Social Media; Stand Oktober 2024 folgten ihm bei Instagram 7,4 Millionen Nutzer, El Salvador hat zum Vergleich etwa 6,5 Millionen Einwohner. Darüber hinaus unterhält Bukele ein Netzwerk von Influencern auf TikTok, X und Instagram, die, obwohl von Bukele bezahlt, bewusst in einem persönlich und unabhängig wirkenden Stil auftreten. In verschiedenen Ländern Lateinamerikas wie zum Beispiel Mexiko, Ecuador, Panama, und Costa Rica versuchen einige Politiker, Bukeles Stil zu imitieren. In Peru wurden 2024 sogar drei Parteien offiziell registriert, die sich auf Bukele beziehen: Dabei handelt es sich um:
- Bien Unidos Ke Los Emprende – Bukele;
- Partido Bukele – Bandera de Unidad y Kambio por la Educación y la Libertad Económica und
- Movimiento Bukelista del Perú.[202]

Forscher bezweifeln die Effektivität der Politik Bukeles. Demnach seien viele der als Erfolg erachteten innenpolitischen Maßnahmen durch infrastrukturelle Besonderheiten wie die geringe Größe des Landes bedingt und nicht in anderen Ländern replizierbar. Zudem legten die harsche Strafverfolgung und die Bedingungen im Strafvollzug die Grundlage für neue Generationen der organisierten Kriminalität und schwächten über die Landesgrenzen hinweg das Ansehen der Demokratie.

## Privates
Bukele ist mit Gabriela Rodríguez de Bukele (* 1985) verheiratet. Sie ist Balletttänzerin bei der Fundación Ballet de El Salvador, hat einen Doktortitel in pränataler Psychologie und gründete im Oktober 2018 PrePare, das erste pränatale Lehrzentrum in El Salvador, dessen Leiterin sie ist. Außerdem ist sie die derzeitige regionale Vertreterin der Asociación de Psicología y Salud Pre y Perinata. Das Paar hat zwei Töchter.